# Codi ATC
El codi ATC o Sistema de Classificació Química Anatomicoterapèutica (ATC: acrònim de Anatomical, Therapeutic, Chemical classification system) és un índex de substàncies farmacològiques i medicaments, organitzats segons grups terapèutics. Aquest sistema va ser instituït per l'Organització Mundial de la Salut, i ha estat adoptat per Europa. El codi recull: el sistema o òrgan sobre el qual actua, l'efecte farmacològic, les indicacions terapèutiques i l'estructura química del fàrmac.

## Classificació
Aquest codi està estructurat en cinc nivells:

### Nivell primer
Tracta un grup anatòmic, o sia, l'òrgan o sistema en el qual actua el fàrmac. És una lletra i existeixen 14 grups en total.
| A | Sistema digestiu i metabolisme                                     |
| B | Sang i òrgans hematopoètics                                        |
| C | Sistema cardiovascular                                             |
| D | Medicaments dermatològics                                          |
| G | Aparell genitourinari i hormones sexuals                           |
| H | Preparats hormonals sistèmics excepte hormones sexuals i insulines |
| J | Antiinfecciosos en general per a ús sistèmic                       |
| L | Agents antineoplàstics i immunomoduladors                          |
| M | Sistema musculoesquelètic                                          |
| N | Sistema nerviós                                                    |
| P | Productes antiparasitaris, insecticides i repel·lents              |
| Q | Ús veterinari                                                      |
| R | Sistema respiratori                                                |
| S | Òrgans dels sentits                                                |
| V | Altres                                                             |

#### Codi ATC A
El  codi ATC A, descrit com Sistema digestiu i metabolisme, és una secció de l'Anatomical, Therapeutic, Chemical Classification System (ATC). La classificació ATC és un sistema de codis alfanumèric desenvolupat per l'Organització Mundial de la Salut (OMS) per als fàrmacs i altres productes sanitaris.

Els codis per a ús veterinari (codis ATCvet) poden han estat creats afegint la lletra Q davant dels codis ATC humans: QA... 
Les adaptacions estatals de la classificació ATC poden incloure codis addicionals no presents en aquesta llista, que segueix la versió de l'OMS.

#### Codi ATC C
El  codi ATC C, descrit com Sistema cardiovascular, és una secció de l'Anatomical, Therapeutic, Chemical Classification System (ATC). La classificació ATC és un sistema de codis alfanumèric desenvolupat per l'Organització Mundial de la Salut (OMS) per als fàrmacs i altres productes sanitaris.

Els codis per a ús veterinari (codis ATCvet) poden han estat creats afegint la lletra Q davant dels codis ATC humans: QC... 
Les adaptacions estatals de la classificació ATC poden incloure codis addicionals no presents en aquesta llista, que segueix la versió de l'OMS.

#### Codi ATC D
El  codi ATC D, descrit com Medicaments dermatològics, és una secció de l'Anatomical, Therapeutic, Chemical Classification System (ATC). La classificació ATC és un sistema de codis alfanumèric desenvolupat per l'Organització Mundial de la Salut (OMS) per als fàrmacs i altres productes sanitaris.

Els codis per a ús veterinari (codis ATCvet) poden han estat creats afegint la lletra Q davant dels codis ATC humans: QD... 
Les adaptacions estatals de la classificació ATC poden incloure codis addicionals no presents en aquesta llista, que segueix la versió de l'OMS.

#### Codi ATC G
El  codi ATC G, descrit com Sistema genitourinari i hormones sexuals, és una secció de l'Anatomical, Therapeutic, Chemical Classification System (ATC). La classificació ATC és un sistema de codis alfanumèric desenvolupat per l'Organització Mundial de la Salut (OMS) per als fàrmacs i altres productes sanitaris.

Els codis per a ús veterinari (codis ATCvet) poden han estat creats afegint la lletra Q davant dels codis ATC humans: QG... 
Les adaptacions estatals de la classificació ATC poden incloure codis addicionals no presents en aquesta llista, que segueix la versió de l'OMS.

#### Codi ATC H
El  codi ATC H, descrit com Preparats hormonals sistèmics, excepte hormones sexuals i insulines, és una secció de l'Anatomical, Therapeutic, Chemical Classification System (ATC). La classificació ATC és un sistema de codis alfanumèric desenvolupat per l'Organització Mundial de la Salut (OMS) per als fàrmacs i altres productes sanitaris.

Els codis per a ús veterinari (codis ATCvet) poden han estat creats afegint la lletra Q davant dels codis ATC humans: QH... 
Les adaptacions estatals de la classificació ATC poden incloure codis addicionals no presents en aquesta llista, que segueix la versió de l'OMS.

#### Codi ATC J
El  codi ATC J, descrit com Antiinfecciosos en general per a ús sistèmic, és una secció de l'Anatomical, Therapeutic, Chemical Classification System (ATC). La classificació ATC és un sistema de codis alfanumèric desenvolupat per l'Organització Mundial de la Salut (OMS) per als fàrmacs i altres productes sanitaris.

Els codis per a ús veterinari (codis ATCvet) poden han estat creats afegint la lletra Q davant dels codis ATC humans: QJ... 
Les adaptacions estatals de la classificació ATC poden incloure codis addicionals no presents en aquesta llista, que segueix la versió de l'OMS.

#### Codi ATC N
El  codi ATC N, descrit com Sistema nerviós, és una secció de l'Anatomical, Therapeutic, Chemical Classification System (ATC). La classificació ATC és un sistema de codis alfanumèric desenvolupat per l'Organització Mundial de la Salut (OMS) per als fàrmacs i altres productes sanitaris.

Els codis per a ús veterinari (codis ATCvet) poden han estat creats afegint la lletra Q davant dels codis ATC humans: QN... 
Les adaptacions estatals de la classificació ATC poden incloure codis addicionals no presents en aquesta llista, que segueix la versió de l'OMS.

#### Codi ATC R
El  codi ATC R, descrit com Sistema respiratori, és una secció de l'Anatomical, Therapeutic, Chemical Classification System (ATC). La classificació ATC és un sistema de codis alfanumèric desenvolupat per l'Organització Mundial de la Salut (OMS) per als fàrmacs i altres productes sanitaris.

Els codis per a ús veterinari (codis ATCvet) poden han estat creats afegint la lletra Q davant dels codis ATC humans: QR... 
Les adaptacions estatals de la classificació ATC poden incloure codis addicionals no presents en aquesta llista, que segueix la versió de l'OMS.

### 2n nivell
El segon nivell del codi es basa en el grup terapèutic que pertany. Consisteix en 2 dígits.

### 3r nivell
El tercer nivell del codi es basa en el subgrup farmacològic/terapèutic que pertany. Consisteix en una lletra.

### 4t nivell
El quart nivell del codi es basa en el subgrup químic/farmacològic/terapèutic que pertany i consisteix en una lletra.

### 5é nivell
El cinquè nivell del codi es basa en el nom de la substància química o l'associació farmacològica i consisteix en 2 dígits.

### ATCvet
El Sistema de Classificació Química Anatomicoterapèutica per als medicaments veterinaris (ATCvet) s'utilitza per classificar els medicaments veterinaris. Els codis ATCvet es poden crear mitjançant la col·locació de la lletra Q al davant del codi ATC dels medicaments humans. Per exemple, la furosemida per a ús veterinari té el codi QC03CA01.